# E. Pihl & Søn

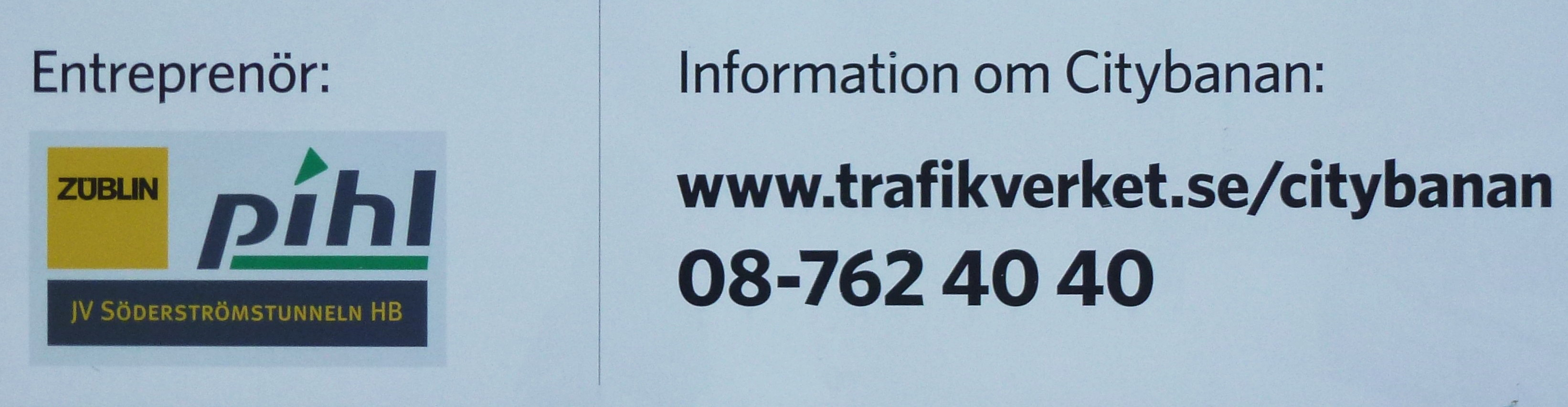
Züblin i samarbete med Pihl, Citybanans Söderströmstunneln i Stockholm, 2012.

Pihl (officiellt E. Pihl & Søn A/S) var ett danskt, multinationellt byggföretag och hörde till Danmarks äldsta inom branschen. Företaget omsatte cirka 5,5 miljarder US-dollar och hade 2012 nära 3000 medarbetare. Pihl var representerat i bland annat Storbritannien, Sverige, Afrika, Mellanöstern och USA. Den 26 augusti 2013 ingav företaget en konkursanmälan.

## Historik
Företaget grundades år 1887 av byggmästaren Lauritz Emil Pihl i Köpenhamn. Sonen Carl Pihl kom till företaget år 1916 samtidigt bytte firman till sitt nuvarande namn E. Pihl & Søn A/S. År 1947 förvärvades 50 procent av aktierna av civilingenjören Kay Langvad. Han hade över 20 års erfarenhet med stora byggprojekt i Danmark och utomlands. Under de följande åren var han ansvarig för E. Pihl & Søns flera stora anläggningsbyggen utomlands, bland annat på Island, Färöarna och Grönland. Kay Langvads son Søren Langvad ledde företaget från 1971 till 2012. Under den tiden ökade det internationella engagemanget. Ordförande från april 2012 var Birgit Nørgaard och direktör var från maj 2012 Jan-Gunnar Glave, tidigare Skanska i Danmark.

## Byggprojekt i urval
Bland genomförda större byggprojekt kan nämnas Öresundsförbindelsens tunnel, Citytunneln i Malmö, Operaen på Holmen i Köpenhamn och Sundsvallsbron. I Stockholm deltog Pihl 2010-2013 i arbetena för Citybanan med bland annat Söderströmstunneln och Älvsjöbågen där företaget samarbetade med tyska Züblin.

## Bilder, byggplatser i urval

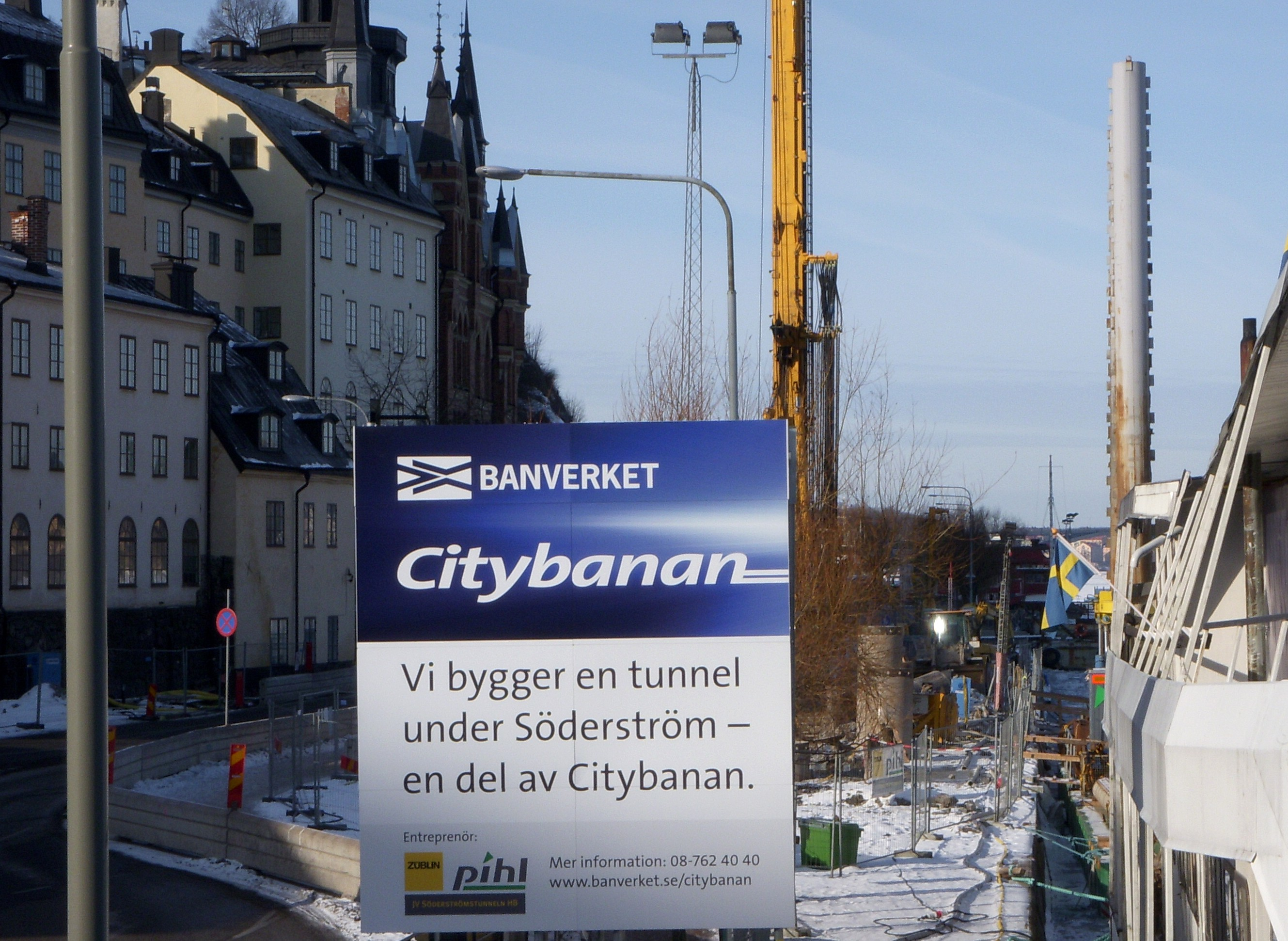
Byggplats Citybanan i Stockholm
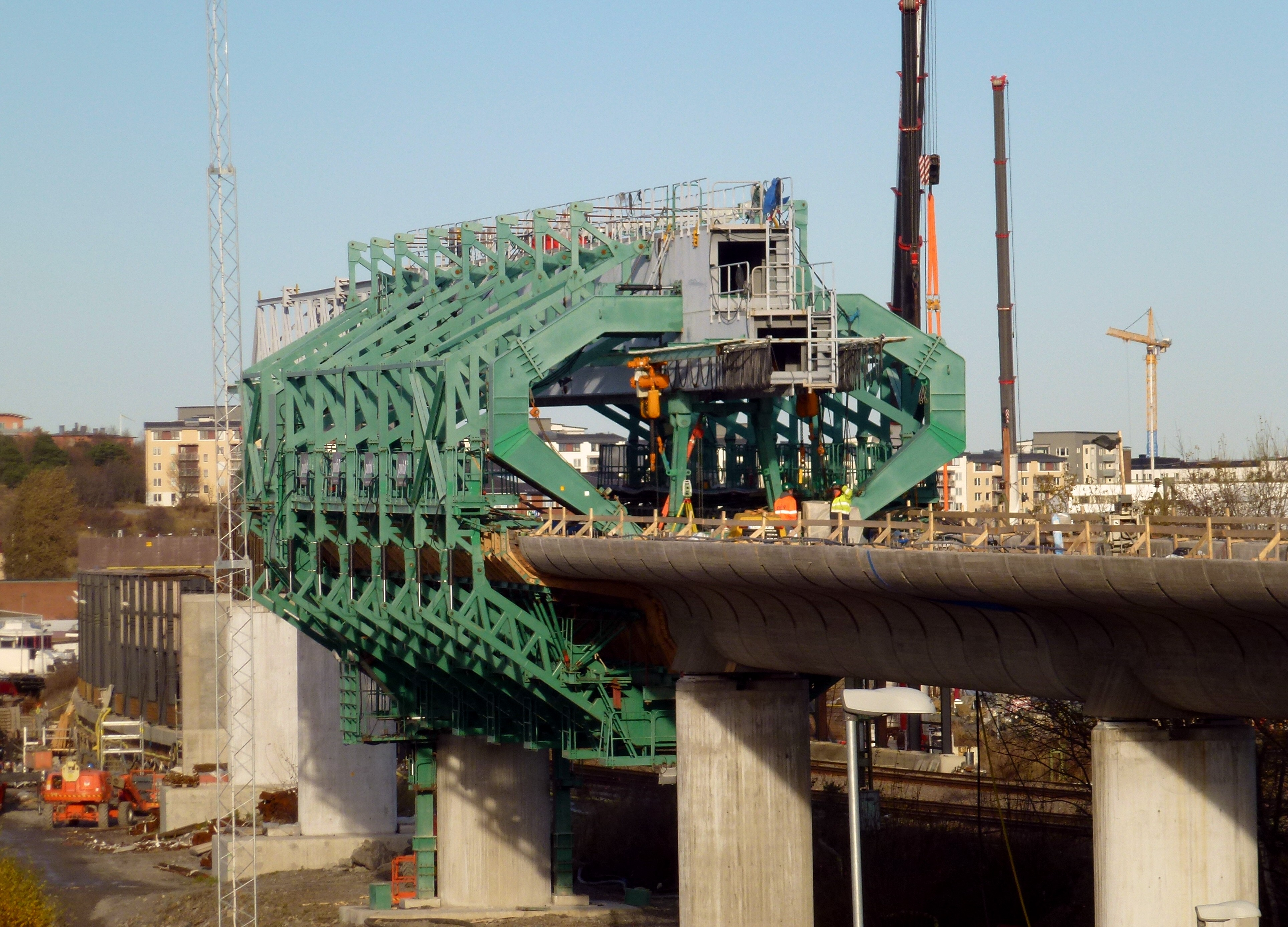
Byggplats Älvsjöbågen
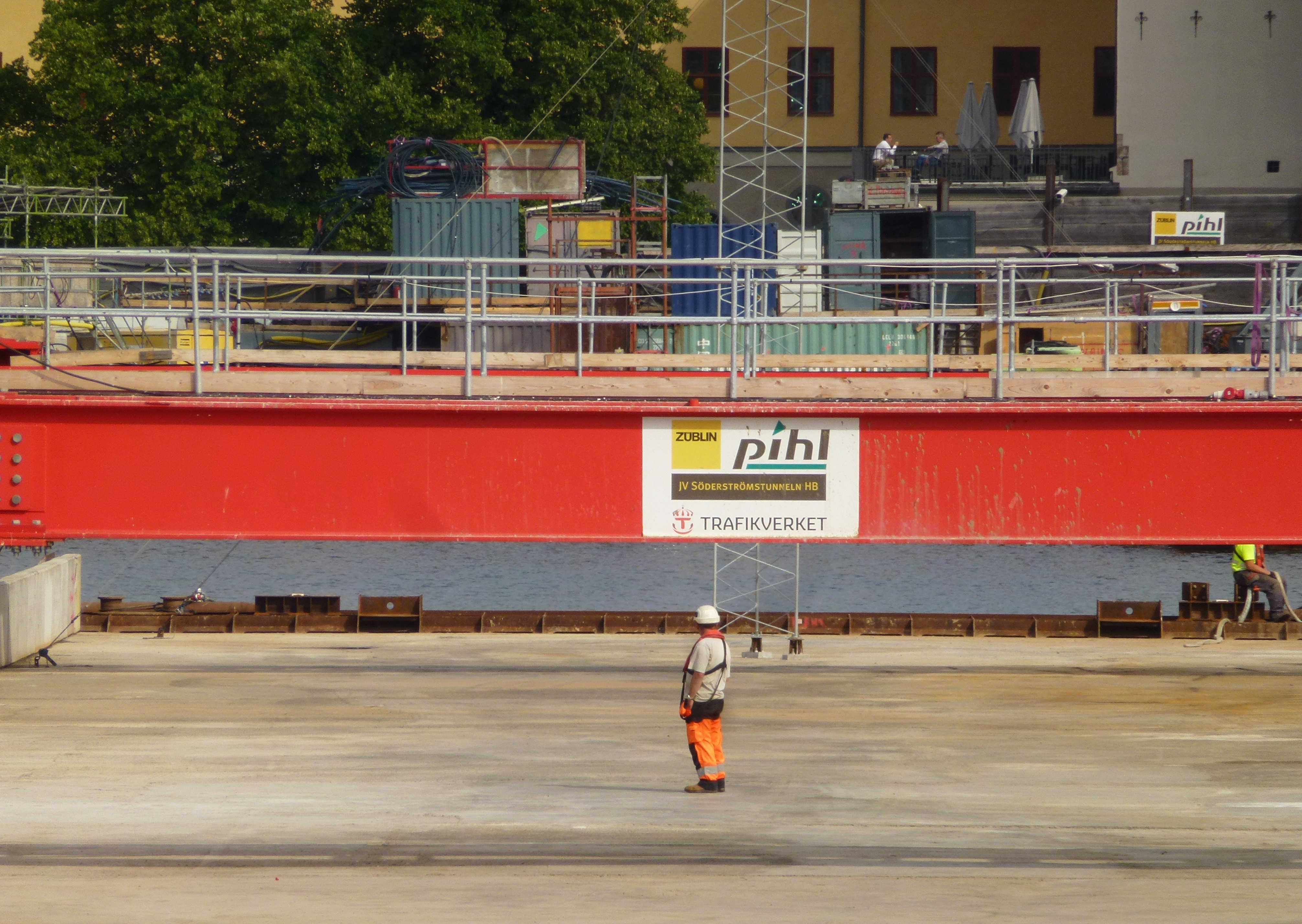
Sänktunnelelement för Söderströmstunneln
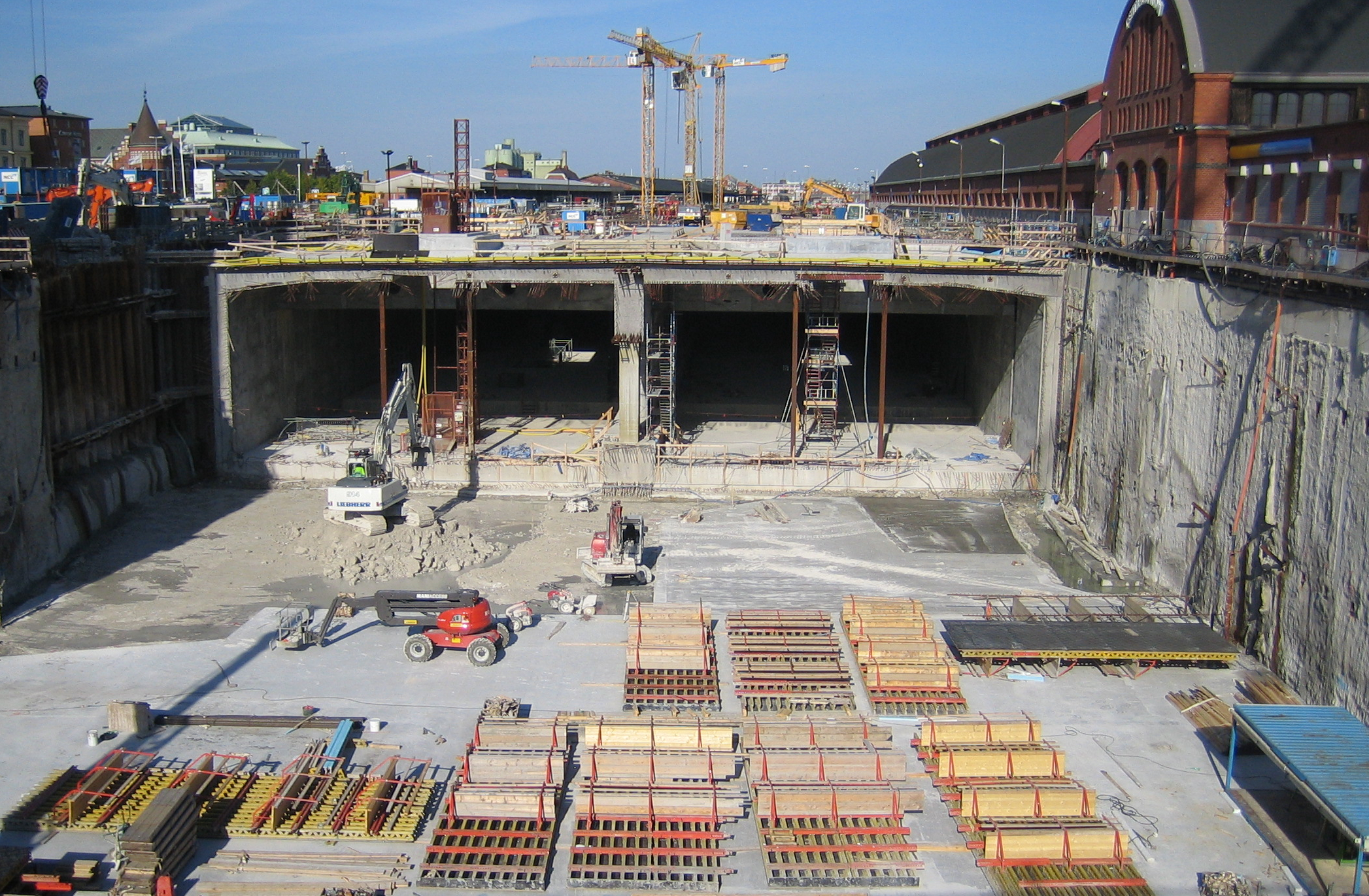
Byggplats Citytunneln i Malmö